# Richard Plepler
Richard Plepler é o ex-presidente e executivo-chefe HBO, responsável pela gestão global do serviço de TV por assinatura de maior sucesso do mundo, que disponibiliza as duas redes de televisão – HBO e Cinemax – para mais de 134 milhões de assinantes em mais de 60 países e sua programação para mais de 150 países em todo o mundo. Foi nomeado para este cargo em janeiro de 2013 e deixou o cargo em 2019.

## Biografia
Depois de se formar e se juntar à equipe do senador Christopher Dodd, Plepler fundou a RLP, sua própria consultoria especializada em comunicação estratégica e produção entre 1985 a 1992. Em 1992 ele se juntou à HBO como vice-presidente sênior de comunicação corporativa; promovido a vice-presidente executivo de comunicação corporativa em 1997; nomeado vice-presidente executivo da HBO em 2002; e elevado ao cargo de a copresidente da HBO em 2007, antes de assumir seu cargo atual em 2013.